# 薛价
薛（1467年—1509年），字藩卿，山西平陽府蒲州人，軍籍，明朝政治人物。

## 生平
山西鄉試第九名舉人。弘治十五年（1502年）中式壬戌科會試第二百五十九名，三甲第一百五十五名進士。弘治十七年（1504年）任湖廣麻城縣知縣。

## 家族
曾祖薛文勉；祖父薛宏，縣丞；父薛璟，通判。母張氏。具庆下。兄薛侃。弟薛继贤（儀賓）。